# Jaque européen du XIVe au XVIe siècle
 (juillet 2018).
Si vous disposez d'ouvrages ou d'articles de référence ou si vous connaissez des sites web de qualité traitant du thème abordé ici, merci de compléter l'article en donnant les références utiles à sa vérifiabilité et en les liant à la section « Notes et références ».
Un jaque est un vêtement ou une défense corporelle, en fer, cuir, tissu, etc. s'ouvrant par devant,.
Parmi les défenses corporelles qualifiées de jaques, les harnois de tissu sont les plus courants. C'est, dans le domaine militaire, le sens qu'il convient généralement de donner au terme si aucune précision n'est donnée.
Ce texte traite de l'ensemble des harnois de tissu, et non des jaques seuls. Le mot jaque est retenu comme « générique », faute d'un terme existant approprié.
Seules les défenses d'entre les XIVe et XVIe siècles sont traitées : fin du Moyen Âge et début de la Renaissance. De même seuls les « jaques » de la partie de l'Europe allant de l'Allemagne à l'Espagne (y compris l'Angleterre) sont traités.
Dans cette limite territoriale, les armes, tant offensives que défensives, étaient étonnamment homogènes à un moment donné. Les grandes guerres du XIIe siècle et le commerce généralisé des armes (principalement allemandes et italiennes) ont diffusé des types et des appellations génériques. De nombreuses particularités locales perdurent. Certaines ont par la suite connu un très grand succès, comme le Long bow des troupes anglaises, les défenses de type « jaque » popularisées par les archers anglais, ou la brigandine (type de broigne) diffusée par certaines « bandes » italiennes et provençales, etc.
Si une relative uniformité existe à un moment donné, il n'en est pas de même au cours de la période, car ces trois siècles ont connu de profondes mutations dans le domaine de l'armement.

## Définitions
Il est difficile de donner une chronologie et une définition des différents termes utilisés pour ce type de protection. Il est cependant possible de tracer de grandes lignes, en généralisant.
À l'origine, le terme le plus utilisé semble être le gambison, les termes de cottes d'arme, cotte à armer, jaque, hoqueton semblant être réservés aux vêtements passés par-dessus le haubert ou la broigne. Ces vêtements de dessus servent (lorsqu'ils sont gamboisés ou pourpointés) de protection ou de survêtement (protection contre les intempéries et identification du porteur).
Durant le premier tiers du XIVe siècle, les défenses sont renforcées par les plates. Celles-ci sont rivées ou lacées sur ou sous les vêtements de dessus, ou éventuellement maintenues par des bretelles de cuir. Les cottes, jaques et hoquetons de dessus se transforment donc en des sortes de broignes, ou tout du moins, en des jaques (au sens de l'article) fortement renforcés.
Vers la fin du XIVe et le début du XVe siècle, les plates ont évolué au point de former des ensembles cohérents. Elles sont assemblées par des liens sous-jacents et par un rivetage des plates entre elles. Elles sont en général lacées sur les défenses de dessous (haubert, gambison). Les protections supérieures reprennent donc leur rôle de défense auxiliaire, de signe de reconnaissance (équivalent aux uniformes actuels) et surtout de protection contre les éléments et la poussière.
À partir du milieu du XVe siècle, les plates sont suffisamment perfectionnées pour que les noms et les fonctions de chaque défense se normalisent quelque peu. Une protection textile pourpointée, ou plus généralement gamboisée, est portée dessous les autres défenses. Lorsque ce vêtement s'enfile par l'encolure, il est généralement nommé gambison. Lorsqu'il a la forme d'une veste moderne, c'est en général un pourpoint à armer, ou une cotte à armer. Cette différence est en grande partie arbitraire et due au fait que les termes cotte et pourpoint sont plus « modernes » (pour l'époque) et ont survécu au terme gambison. La forme qui a duré le plus longtemps (jusqu'à la disparition de « l'armure ») est celle ouverte par devant (comme une veste).
Le vêtement de dessus sert alors uniquement de protection contre les éléments et d'identifiant du porteur. Il peut être nommé cotte d'arme, hoqueton, tabar, etc. Le terme tabard décrit une version plus tardive de ce vêtement. Il semble que les tabards n'ont jamais servi de défense, et sont toujours restés des vêtements d'identification.

### Jaque (armure)
« JAQUES ou JAQUE, m. penac. Tantost est le nom propre de quelque homme, qu'on escrit erronéement Jacques, considéré que la lettre c. du Latin Iacobus dont il vient, se change en q, suyvie de la lettre u, parce qu'en François le c ne se prononce par k devant les voyeles e et i. Tantost signifie une sorte d'habillement de guerre qui est renflé de cotton, comme dit Jan le Maire li. 1. chap. 22. fait en façon de chemisette. Mais despuis en a esté fait de mailles de fer presque à la façon du haubert, et pour ce y met on ceste addition, de mailles, disant, jaques et chemise de mailles, lorica. Ce qui donne aucunement à entendre, qu'on nommoit anciennement Jaques comme on fait à présent Jaquette, une telle sorte d'habit fait de drap ou autre estoffe. On y met aussi ceste addition manches, quand cet habillement de guerre a des manches de mesmes, et est à haut gorgerin et fauldieres ou cuyssots, duquel non seulement estoient armez les gens de pied, ains aussi ceux de cheval par-dessous le corselet, qui n'avoit lors nuls braçals. Estant l'armeure de mailles si usitée envers les anciens hommes d'armes, que comme se voit en plusieurs leurs tombeaux, et le heaume et les greves en estoient faites, Lorica hamis conserta, Virgil. lib. 5. Aeneid. »
À proprement parler, le terme « jaque » désigne alors toute une famille de vêtements s'ouvrant par devant. Leurs équivalents actuels seraient des chemises « de fatigue » ou des vestes de travail, vêtements portés par les plus basses couches sociales et donc marqués d'une connotation péjorative.
Par extension, le terme jaque désigne de nombreux types de défense du torse, s'ouvrant sur le devant  jaque de fer, équivalent à la cotte de mailles annulaire s'ouvrant cependant sur le devant, ou le jaque jazeran, désignant les jazerans (cottes de mailles annulaires à mailles plates) s'ouvrant sur le devant.
D'après João Gouveia Monteiro, le terme jaque aurait même désigné des brigandines au Portugal.
Les jaques de textile, les plus nombreux, sont des vêtements fortement rembourrés (gambisonés ou gamboisés) ou constitués de couches de tissus (pourpointés) en grand nombre (15 à 30 ou plus), une épaisseur de cuir pouvant éventuellement renforcer cette protection.

### Gambison ou cotte gamboisée
« Gambeson ou GOBESON, s. m. (Hist. mod.) terme utilisé dans l'ancienne milice. Il signifiait une espèce de cotte d'armes ou de grand jupon qu'on portait sous la cuirasse, pour qu'elle fût plus facile à porter, & moins sujette à blesser. Chambers.

Le gambeson était fait de taffetas ou de cuir, & bourré de laine, d'étoupes, ou de crin, pour rompre l'effort de la lance, laquelle, sans pénétrer la cuirasse, aurait néanmoins meurtri le corps, en enfonçant les mailles de fer dont elle était composée.

Dans un compte des baillis de France, de l'an 1268, il est dit : Expensa pro cendatis & bourra ad gambesones, c'est-à-dire pour le taffetas & la bourre pour faire des gambesons. Hist. de la milice françoise, par le P. Daniel. (Q) »
L'expression signifie littéralement chemise (cotte) rembourrée (gamboisée). Cependant, aux époques concernées, les chemises (cottes) ne s'ouvrent pas sur le devant mais s'enfilent par l'encolure. Un lacet permet généralement de réduire ou fermer l'encolure.

### Cotte ou pourpoint à armer
« Cotte se dit d'une jupe à l'usage des femmes de basse condition. Cotteron est une petite cotte courte et étroite.

Cotte d'armes, casaque que les Hommes d'armes mettaient aûtrefois sur leurs cuirasses.

Cotte ou jaque de mâilles ; chemise faite de mâilles ou petits anneaux de fer. Cotte morte est, parmi quelques Religieux, la dépouille d'un Religieux après sa mort. La cotte morte appartient à l'Abé. »
Les cottes à armer, aussi appelées pourpoint à armer, sont des gambisons légers, portés en complément d’autres défenses corporelles telles que haubergeons (cotte de mailles en français moderne), plates (armure en français moderne), broignes, etc.
De telles défenses peuvent aussi être nommées gambison, cotte gamboisée, pourpoint à armer, etc.
Des vêtements de dessus servant de support aux plates sont aussi nommés cotte à armer ou cotte d'arme.
Une protection composée de plates (grandes plaques métalliques), éventuellement d'un haubergeon, d'une cotte à armer (de dessus ou de dessous) correspond à ce que l'on nommerait en français moderne une « armure complète », chaque composante de « l'armure » ayant un rôle précis.
La rigidité des plates impose des articulations sources de « défauts » (parties non protégées, par exemple les aisselles ou la saignée des bras.) Au XVIIe siècle, les défauts furent réduits au point de quasiment disparaître (cubitières fermées, épaulières de grande taille) ce qui entraîne des risques de blocage des articulations en cas de choc violent déformant les plates. Leur rôle est d'arrêter les coups et de répartir les impacts sur la plus grande surface possible.
Les haubergeons (« cotte de mailles » en français moderne) sont à l'origine la défense principale des « armures » en dessous du corselet de plate et des plates de bras. Au XIIIe et au début du XIVe siècle, le haubergeon est quasiment toujours porté par les gens d'armes, parfois complété par des plates ou plus souvent une broigne. Au XIVe siècle, les gens d'armes portent quasiment toujours ensemble des plates ou une broigne, un haubergeon et une cotte à armer. Au cours de ce siècle, les plates supplantent les broignes. Tandis que les plates deviennent de plus en plus complètes, le haubergeon continue d'être porté en complément, les plates de l'époque ayant tendance à se déchirer ou se briser sous les chocs les plus violents. Par la suite, des renforts de mailles (goussets) sont encore conservés pour renforcer la protection des « défauts » des plates. Au XVe siècle, la qualité des plates devient suffisante (ergonomie de l'ensemble, qualité des métaux) pour que le haubergeon tombe progressivement en désuétude.
Porté seul ou avec une cotte à armer, le haubergeon demeure cependant courant jusqu'au milieu du XVIe siècle.
Les cottes à armer remplissent plusieurs rôles. Elles amortissent les chocs, évitant les traumatismes par éclatement des os et des chairs.
Elles répartissent le poids des plates sur l'ensemble du thorax. Sans cotte à armer, le poids des plates repose uniquement sur les épaules, ce qui est extrêmement fatigant pour les bras. Face au même problème, certaines armures japonaises du XVIe siècle et postérieures ont adopté une solution totalement différente : un ensemble de bretelles et de ceintures intérieures au corselet, mais se fermant de l'extérieur de celui-ci, répartit le poids entre les épaules et les hanches. Ce système plus léger laisse le combattant plus libre de ses mouvements. Par contre, il est bien moins protecteur.
Les plates n'ayant jamais été étanches, les cottes à armer bien conçues peuvent, plus ou moins, protéger leur porteur de la pluie et de l'humidité. Mal conçues, elles peuvent par contre s'imbiber au point de devenir gênantes par excès de poids et en maintenant constamment trempé leur porteur.
Bien que bien moins résistantes que les autres défenses de tissu destinées à être portées seules (jaques, gambisons), les cottes à armer n'en sont pas moins des défenses en elles-mêmes. Elles protègent les « défauts » des plates et sont la dernière protection lorsqu'un objet déchire les plates et perce le haubergeon. Portée seule, elle permet au combattant de se mettre à l'aise en se débarrassant de la majorité de son harnois, tout en conservant une défense minimale (au campement par exemple).
À l'origine, la cotte à armer peut se porter au-dessus des autres défenses, les plates étant souvent directement rivées à l'intérieur ou à l'extérieur de la cotte. Dans ce cas elle n'est pas forcément gamboisée (rembourrée) ou pourpointée (multicouche). Cela n'empêche pas de porter une autre cotte (gambison) en dessous des armes.
Les plates se perfectionnant, elles sont maintenues par des lanières de cuir sous-jacentes, et par des rivets les assemblant entre elles. À partir de là, les gambisons sont systématiquement portés en dessous des autres défenses. Un vêtement protégeant des éléments (cotte d'arme, hoqueton) peut être porté au-dessus des plates.
Lorsque le haubergeon devient moins courant sous les plates, les « défauts » (saignée des bras, aisselles, jointure des plates) sont souvent protégés en fixant des tissus de mailles treslies sur les cottes à armer. Ces renforts, ou goussets, peuvent être rivés, cousus ou lacés sur la cotte. Le laçage est de loin le cas le plus courant. D'autres goussets peuvent être fixés en bas de la cotte d'arme, afin de protéger la jointure des jambes et du bassin. De telles défenses ressemblent généralement à des sortes de jupes en mailles annulaires.

### Cotte d’arme
« Cotte d'armes, Est le sur-vestement que les Rois, Princes, grands Seigneurs, Chevaliers et gentils-hommes portent sur le harnois és faits d'armes, en laquelle sont leurs Armes et Blasons, et les Herauts quand leur office d'armes le requiert, qui est autrement appelée Tunique. Gaguin au couronnement du Roy d'armes Montjoye, portera la Tunique, ou Cotte d'armes du Roy, en la poictrine de laquelle sera fichée une couronne d'or, chargée de fines pierres precieuses. Ou sera seulement esmaillé le Blason du Roy.

Qui est vestu de cotte d'armes, Paludatus.

Cotte de mailles, Thorax hamis consertus, Lorica hamis apta. Virgil. lib. 5. AEne. et Bud.

Cotte de femme, Cotillon, Cyclas, huius cycladis, khitônion, Si duas literas transposueris, erit Chotinium. »
Les cottes d'armes sont des vêtements armoriés portés par-dessus les défenses de corps. Elles servent à identifier un individu en tant que personne, ou en tant que fonction (plénipotentiaire, grade militaire, rang de noblesse, garde rapproché d'un seigneur, etc.). Elles peuvent aussi bien servir d'enseigne (drapeau) à une personne, ou tenir lieu de ce qui correspondrait actuellement à un uniforme d'un corps prestigieux.
Il est cependant possible de trouver des textes où le terme cotte d'arme est écrit pour une fonction qui correspondrait à une cotte à armer (sous les plates). En outre, certaines cottes d'arme sont gamboisées (rembourrées) de façon à fournir une défense supplémentaire.

### Hoqueton ou hoqueton gamboisé
« Hoqueton, m. acut. Est un mot fait de ho article masculin Grec, et de khitôn, nom Grec, et signifie cette façon de saye court sans manches, que portent assez communément les hommes de village. Mais à la Court ce mot est approprié au saye n'ayant que les espaulieres, orfavrisé de l'emprise du Roy qui regne, que les archers de sa garde portent à sa suite. La façon duquel telle qu'on la void, recherche plus le mot Latin Tunica. Selon la description de Festus, que le Grec susdit ho khitôn, voyez Tunique.

Hoqueton d'archer avec la devise du Roy, Exomis in argentata cum tessera Regia.

Un hoqueton de guerre, Paludamentum, Sagum.

Hoquetons avec la devise du Prince, Tunicae militares cum tessera principis, Exomides inargentatae cum tessera Regia. Bud. On les appelle aussi hoquetons argentez, et Hoquetons d'orfaverie. »
Les hoquetons sont, au sens initial du terme, des survestes. Ils servent de vêtements d'usure, d'imperméable ou de cache-poussière.
À la différence de la cotte d'arme, aucune notion de prestige n'est associée au hoqueton. Ce sont des vêtements de « fatigue » purement utilitaires. Comme les cottes d'armes, les hoquetons peuvent cependant être armoriés. Dans ce cas, ils ont en outre une fonction de reconnaissance comme les uniformes actuels. Tout comme les cottes d'armes, ils peuvent être gamboisés (rembourrés), ou pourpointés (multicouche) pour offrir une protection supplémentaire. Un pourpointage permet aussi d'améliorer l'efficacité en tant qu'imperméable.

## Introduction historique
L'utilisation de protection corporelle exclusivement, ou quasi exclusivement, réalisée en textile et cuir est d'un usage ancien en Europe (linothorax de la Grèce antique, subarmalis romain). La facilité de fabrication de telles protections, et leur coût réduit par rapport aux alternatives leur ont permis de traverser les époques. Les formes de ces défenses ont par contre énormément changé, suivant les formes des protections corporelles de leur époque. Adoptant la forme de veste s'ouvrant par devant sous le Bas-Empire romain (subarmalis), les gambisons sont devenus des sortes de robes, s'enfilant par l'encolure, aux environs du Xe siècle. De fait, toutes les défenses corporelles de ces époques ont suivi la même évolution et se sont déclinées sous forme d'une sorte de robe (haubert) pouvant aller de mi-cuisse jusqu'à mi-mollet.
Cette forme perdure jusqu'au XIIIe siècle et s'uniformise petit à petit, à la suite des nombreuses guerres internationales (même si la plupart des conflits sont des confrontations locales) et au développement du commerce des armes. Le développement des centres industriels comprenant fourneaux à soufflets hydrauliques, martinet (marteau hydraulique), moulin à broyer les minerais et par la suite hauts fourneaux et polisseur hydraulique (pour polir les plates), permettent à l'Allemagne et à l'Italie de fabriquer à des prix de plus en plus bas toutes sortes de produits finis (casques, plates, cottes de mailles, clous, scies, etc.), semi-finis (fil de fer, plaque de métal) ou brut (lingot) et de les exporter dans toute l'Europe. Lors de la bataille d'Azincourt, Le Fèvre de Saint Rémy indique que les Français « premièrement estoit armés de cottes d'archiers longhes, passant les genoulx et moult pesantes. Et par desoubz, harnois de jambes ; et par-dessus, blanc harnois ; et le plus bachinés de camail »
En France à cette époque (1415), les cottes d'archers (gambison/jaques) atteignent donc encore les genoux (ou le milieu des cuisses si l'on tient compte d'une certaine exagération de l'auteur). Les jaques des cavaliers (y compris archer à cheval) anglais semblent avoir été, en général, plus courtes.
Dès le second quart du XVe siècle, la taille des défenses va cependant raccourcir. Elles couvrent, généralement, le haut des jambes sans descendre plus bas que mi-cuisse. Le phénomène perdure jusqu'au début du XVIe siècle, où les protections du torse ne descendent guère plus bas que les fesses. Par la suite, les défenses corporelles se simplifient considérablement. La « demi-armure » remplace progressivement l'armure. Les brigandines et « cottes de mailles » disparaissent. Les défenses du type gambison (non ouvert sur le devant, s'enfilant par l'encolure) disparaissent complètement, alors que les jaques se simplifient en buffleteries, cuiries ou pourpoints de cuir. Ces défenses affectent souvent la forme d'une veste (avec ou sans manche) se continuant par une sorte de jupe pouvant presque atteindre les genoux. Cette forme perdure jusqu'au XVIIe siècle.
Dans l'évolution des formes, il convient de séparer les jaques/gambisons/doublets armant, etc. portés sous d'autres défenses, de celles portées dessus, et les protections portées seules.

## Armure textile portée sous d'autres défenses
Les formes des protections corporelles européennes semblent avoir suivi les mêmes modes que les vêtements. En ce qui concerne les jaques/gambisons portés sous d'autres pièces d'armement, leurs formes étaient conditionnées par ce qui était porté par-dessus. Par conséquent, le dessin de cette défense était plus ergonomique qu'à la mode. Les formes étaient obligatoirement proches du corps, sans rembourrage décoratif aux épaules ou à la poitrine, ni crevé (XVIe siècle et postérieur). Les tissus étaient des tissus utilitaires. La solidité et la résistance à l'usure (due aux pièces métalliques de la défense portée par-dessus le gambison) primaient généralement sur l'esthétique.
Cependant, la forme générale semble avoir suivi celle des autres défenses corporelles et vêtements. La forme « traditionnelle » de chemise fermée s'enfilant par l'encolure semble avoir été progressivement abandonnée au XIVe siècle, au profit des formes de type veste fermée par des lacets, agrafes, boutons ou boucles à ardillons. Marqueur de cette évolution, le terme gambison fut supplanté par des mots plus « modernes » tels que doublé armant, cotte à armer, pourpoint à armer. Le terme de jaque semble avoir été exceptionnel pour cette fonction.
De telles pièces de défense peuvent être gamboisées (rembourrées) ou pourpointées (multicouches). Si le type d'origine semble être majoritairement gamboisé, la tendance semble s'inverser si l'on en juge par les noms qui apparaissent et se généralisent aux XIVe/XVe/XVIe siècles (pourpoint/doublet). Encore faut-il tenir compte du fait que la mode au XVe siècle est aux vêtements rembourrés aux épaules et à la poitrine, et composés de 2 à 3 couches de tissus. Cela permet d'avoir un aspect imposant et de se protéger des intempéries (Pour comparaison la « battle dress » des soldats anglais de la guerre 14-18 est doublée aux épaules par une petite capeline (en simple ou double épaisseur). Cette capeline améliore grandement l'imperméabilité du vêtement). Le fait d'avoir comme vêtement de tous les jours, des vêtements à la fois gamboisés et pourpointés rend quelque peu aléatoire de vouloir impérativement rattacher un nom à un mode de fabrication.
La couche externe de tissu, en contact avec les défenses métalliques, peut parfois être remplacée par du cuir. Cela limite considérablement l'usure due aux frottements du fer sur le tissu, et accessoirement facilite l'entretien, le nettoyage. Au XVe siècle, de nombreux doublets armants semblent avoir été protégés de l'usure, non par une couche de cuir, mais par des pièces de cuir ajoutées aux points de frottement. Mais on ignore l'état de cet usage aux XIVe et XVIe.
À partir du moment où les plates commencent à être portées sans haubergeon (fin du premier, début du second quart du XVe siècle[réf. nécessaire]), des renforts métalliques sont souvent ajoutés aux cottes à armer. Afin de ne pas gêner les mouvements, ces renforts devant être souples, sont donc constitués de maille treslie (maille annulaire entrelacée). Les « défauts » des plates sont masqués par des goussets, dont la forme varie suivant le type de plates utilisé.
Les renforts les plus utilisés sont montrés ci-dessus. Il convient de remarquer le jupon à braguette, dont une partie se replie comme une couche de bébé afin de protéger les génitoires. Les renforts pouvaient être cousus, lacés, voire rivés au tissu.
L'amélioration des plates fait peu à peu abandonner ces derniers renforts de mailles. Au XVIe siècle, la simplification de l'armure en « demi-armure » fait réapparaître le haubergeon.
Il est plausible que des « goussets de cuir » puissent avoir parfois remplacé les goussets de mailles. Cependant, faute d'avoir trouvé des textes d'époque le mentionnant explicitement, cela reste une supposition.
En outre, des œillets où passer des lacets, et/ou des lacets directement cousus au vêtement, sont quasiment toujours présents. Cela permet de lacer les plates. Ce système est destiné à stabiliser l'ensemble plus qu'à fixer les plates (les plates sont fixées par des courroies de cuir plus ou moins sous-jacentes). D'autres lacets permettent de faire tenir en place les chausses (pantalon), et de fixer d'éventuelles chausses de maille (exactement comme des jarretelles).

## Armure textile portée sur d'autres défenses
Des vêtements pourpointés ou gamboisés sont utilisés en tant que protection complémentaire portée par-dessus d'autres protections. La forme originelle semble avoir été la chemise/robe s'enfilant par l'encolure. Cependant dès le XIIe siècle, cette forme semble avoir été remplacée par la forme d'une veste.
Les termes classiquement utilisés semblent avoir été jaque, auqueton (ou hoqueton) et cottes d'armes. Les tabards semblent avoir eu des formes différentes, et surtout avoir eu une fonction de prestige plus que de défense. Le terme plate pour définir de tels vêtements peut parfois se trouver. Cela est dû au fait qu'au XIVe siècle, les plates furent souvent rivées dans ou sur de tels vêtements.
Le principal problème posé par ces vêtements est de savoir s'ils sont réellement dédiés à la défense plutôt qu'à l'identification de son porteur ou à la protection contre les intempéries. Plus probablement, ils sont conçus comme une pièce d'utilité, pouvant plus ou moins servir pour ces trois fonctions.
Une thèse courante date du XIIe siècle la généralisation de telles défenses. Les soldats de la 1re croisade auraient pris l'habitude de porter une sur-veste (plus proche de la robe que de la veste si l'on s'en tient à la forme) les protégeant quelque peu du climat oriental. Cependant, la destination originelle d'un tel vêtement reste ambiguë dans la mesure où des vêtements pourpointés et/ou matelassés étaient courants dans le Proche-Orient de l'époque. De tels vêtements offrent également une protection correcte contre les flèches des arcs composites utilisés par les Turcs, les Arabes, les « Arabes » d'Afrique (Égyptiens principalement) et les Grecs qui habitaient la Palestine et les environs. Pour les mêmes raisons, les chevaux furent houssés (housse pourpointée).
Un autre problème de classification vient du fait que les plates ont commencé par être fixées (souvent rivées) à de tels vêtements avant de devenir indépendantes. La limite entre des défenses textiles renforcées par des plates et une « armure de plate » (armure de plate au sens moderne) ou entre un jaque/gambison renforcé et une broigne est parfois ténue.

### Illustrations

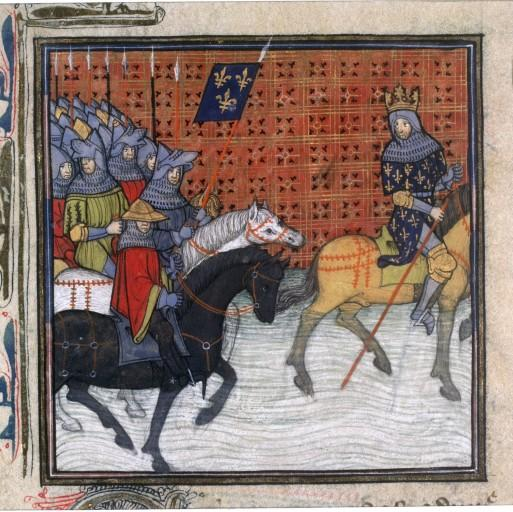
Philippe Auguste traversant la Loire[9].
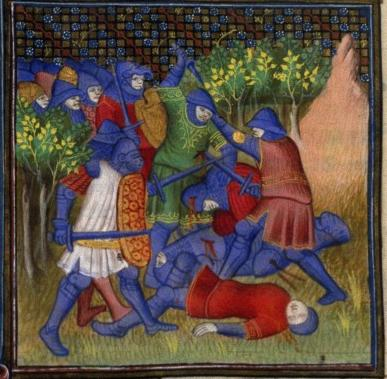
Bataille entre Hébreux et Madianites[10].

## Armure textile portée seule
Bien que rendues célèbres par les jaques des archers du Prince Noir, ainsi que par l'ordonnance royale de 1466 (de Louis XI de France), les protections de guerre uniquement textiles semblent avoir été peu employées seules. Les défenses de mailles annulaires et les broignes semblent avoir été infiniment plus courantes. A contrario, de telles protections furent courantes dans ce que nous appellerions de nos jours les services annexes des armées (valet de guerre, roulier, messager), les forces de police (Guet) et même pour les simples particuliers. Il n'est pas besoin d'être grand voyageur pour être amené à se protéger d'un pourpoint renforcé. En fait, les villes sont tellement peu sûres, qu'il est fort possible que l'on ait couru moins de risque sur les chemins commerciaux que dans les rues d'une ville la nuit. Les routes menant aux villages sont alors peut-être parmi les plus sûres, le butin potentiel y étant suffisamment réduit pour qu'elles ne soient guère attirantes pour les malandrins. En outre, le pouvoir royal essaie de contrôler les armements, en temps de paix, interdit ou limite le port des défenses corporelles. Une défense textile peut être suffisamment discrète pour obvier à la plupart des interdictions. Comme vu plus haut, à Azincourt (1415), les « cottes d'archers » portées sous les plates par les chevaliers français arrivent au moins à mi-cuisse. Les « jaques » de la même époque sont probablement de longueur identique. Par la suite, ils vont raccourcir et se stabiliser lorsqu'ils ne descendront plus qu'en haut de cuisse. Aux alentours de 1430 (jugement de Jeanne d'Arc), cette taille semble déjà courante bien qu'elle ne devienne prédominante que par la suite. Ce changement de forme n'est pas une caractéristique militaire, il a été généralisé à l'ensemble du vêtement masculin.
Les vêtements longs ont cependant été conservés dans de nombreux cas tels que :
Protection contre les intempéries :
- manteau (cape selon la terminologie actuelle) ;
- robe courte (manteau mi-cuisse) ;
- etc.

Insigne de prestige :
- vêtements sacerdotaux ;
- robe de couronnement ;
- robe des juges ;
- robe de fêtes ;
- etc.

Vêtement de fatigue :
- Jaque/robe de paysans, de portefaix ou de travailleurs manuels (les bourgerons de paysan sont encore utilisés par les « viandards » de nos jours et les blouses de travail (école, laboratoire, ateliers) sont encore d'actualité).

La forme de ces protections n'est pas, ou peu, limitée par des pièces métalliques rigides sur ou sous-jacentes. Elles sont ainsi beaucoup plus susceptibles de suivre les modes.
Elles sont originellement relativement simples, et elles gardent plus ou moins une forme en T jusqu'au milieu du XIIIe siècle. À partir de là, elles se modifient et évoluent rapidement d'une coupe à l'autre. À titre d'exemple, il est possible de citer les pourpoints à assiettes (dessin particulier de l'emmanchure), les maheutres (manche ballon), les manches boutonnées, ou à crevé, le corps bis-partis (de 2 couleurs), etc. Pour finir, la Renaissance voit des modèles excentriques comme les pourpoints des lansquenets côtoyer des formes strictement utilitaires.
Un pourpoint peut être renforcé de quelques couches supplémentaires de tissus ou par une épaisseur de cuir (sous-jacente) sans que cela soit trop voyant. Les modes masculines de la fin du XIVe au XVIe siècle faisant la part belle aux vêtements rembourrés, on peut « forcer » sur le garnissage sans que cela se remarque excessivement. Cela permet de porter une protection légère et discrète. Il existe d'autres protections équivalentes (des brigandines allégées, ou des haubergeons « fins » par exemple), sans doute plus efficaces mais infiniment plus ostensibles. Outre le fait que le prix est, et de loin, en faveur des protections textiles, les autorités ne voient pas toujours d’un bon œil les gens trop bien armés dans la vie de tous les jours (amende, confiscation des armes et protections). Pour les harnois de guerre, la discrétion n'a pas lieu d'être. La capacité de protection des jaques/gambisons étant proportionnelle à leur épaisseur, les modèles de combats sont donc aussi épais que possible. Dans l'ordonnance de 1446, Louis XI prescrit d'utiliser 30 couches de tissus, ou 15 couches de tissu renforcées par une de cuir.
Cet épaississement a cependant des inconvénients. De tels vêtements sont lourds et chauds, parfois excessivement. Ils peuvent gêner les mouvements, surtout lorsque les vêtements sont neufs (rigidité), ou trop près du corps. Est-ce pour cela que Louis XI prescrivait d'utiliser (supposition de l'auteur) « les toiles usées et deliées moyennement ». La même ordonnance tente de limiter les effets de la mode en multipliant les restrictions sur la coupe. Elle prescrit la taille de l'assiette et essaie d'imposer une aisance suffisante sous les aisselles et le long du corps (alors que la mode est aux vêtements moulants). De là à penser que même les moins argentés des soldats tendent à être des « fashion-victims »…
L'efficacité d'un jaque étant directement proportionnelle à son épaisseur, les protections les plus utiles peuvent gêner les mouvements des bras. Pour résoudre cet inconvénient, il existe différentes solutions telles que :
1. Laisser autant d'aisance que possible aux articulations en élargissant les manches aux niveaux des coudes et des épaules. Cette solution va à l'encontre de l'évolution de la mode au XIVe siècle, qui veut les vêtements le plus « juste au corps » possible. L'utilisation des maheutres (rembourrage saillant au niveau des épaules/manches ballon) est peut-être un moyen de contourner le problème pour les épaules ;
2. Désépaissir le pourpoint aux épaules et aux coudes. Une épaisseur moins grande laisse plus d'aisance aux articulations et est moins gênante. Par contre, cela signifie une diminution de la protection à ces endroits (sensibles et exposés). De nombreuses miniatures montrent des jaques renforcés d'épaulière et/ou de coudières. Cela peut être dû à une moindre protection des articulations ou à la sensibilité plus grande des articulations (supposition de l'auteur : aux deux). Certains groupes de reconstitutions historiques semblent avoir adopté cette solution[12] ;
3. Dissocier les manches du corps du vêtement. Il semble que de nombreux vêtements de guerre aient été conçus comme des vestes sans manches auxquelles sont lacées des manches indépendantes. Bien qu'il ne semble pas qu'elles soient conçues pour faciliter les mouvements, des telles manches peuvent malgré tout libérer l'articulation de l'épaule de pressions trop importantes.

Afin de renforcer la protection qu'offraient les jaques de guerre, ils sont couramment renforcés de pièces métalliques (comme cité plus haut, d'épaulière ou de coudière). Mais aussi de tout ce qui peut se trouver par récupération sur les champs de bataille ou aux bords des routes. On trouve, entre autres, de nombreuses représentations de ce qui semble être un jaque ou un gambison, renforcé d'une pansière, de diverses défenses de bras (canons, barres, chaînes). On trouve aussi des références à des mailles d'haubergerie, ou plates, cousues sur ou dans des jaques. Les protections peuvent être asymétriques en cas de port de bouclier.

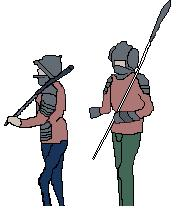
Extrait de « Vespasien marchant contre les juifs » enluminure d'un manuscrit du XVe siècle

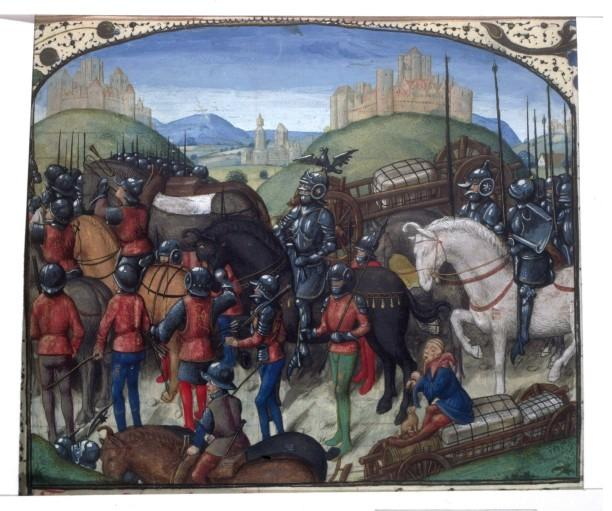
Vespasien marchant contre les juifs
Miniature du Maître du Boèce flamand, Antiquités judaïques, de Flavius Joseph, Bruges XVe siècle, BNF, Français 16, f.252

Ce dessin est un extrait simplifié d'une enluminure d'un manuscrit brugeois du XVe siècle.
- Le premier personnage est un vougier, protégé par un gambison rouge, renforcé d'un casque à rouelle, d'une bavière « à l'allemande », d'une paire d'épaulières et d'une paire de gantelets.
- Le deuxième personnage est armé d'un bâton à feu, qu'il porte sur l'épaule. Il est protégé par un gambison rouge, renforcé d'un casque, d'une bavière « à l'allemande », d'une paire d'épaulière et d'une pansière avec la braconnière avant.
- D'autres personnages armés, protégés par des jaques/gambisons non renforcés, sont représentés (de dos) par l'enluminure. On peut aussi y voir des combattants avec un haubergeon porté sous une cotte ou un surcot (gamboisé ou pourpointé) Dans ce cas, la cotte est plus courte que le haubergeon. Il n'y a pas de veste/chemise dépassant de dessous le haubergeon.

Il est régulièrement cité des enluminures montrant des soldats portant des vêtements renforcés par des carapaces de tortue de mer ou par des os plats (omoplates de mouton par exemple). De telles illustrations sont comme l'arlésienne. Souvent citées, on les voit rarement. L'hypothèse communément admise est une fantaisie du dessinateur, ou au mieux un cas très exceptionnel. L'efficacité d'un tel système aurait sans doute été tout à fait correcte, si ce n'est un poids sans doute excessif pour ne pas dire rédhibitoire.

## Fabrication

### Matière animale

#### Cuir
Peau animale traitée pour ne pas se décomposer.
Utilisé depuis la Préhistoire, la fabrication du cuir n'a pas réellement varié avant la fin du XIXe siècle. Des traitements industrialisés, ou semi-industrialisés ont existé en Europe depuis, au moins, l'Antiquité romaine. Après une éclipse de cinq siècles à la fin de l'Empire romain, ces usines/manufactures de cuir se sont de nouveau développées à partir du XIIe siècle environ. Le traitement par petite unité artisanale a cependant perduré jusqu'au milieu du XXe siècle.
La matière première du cuir est une peau fraîche (verte) ou séchée. Dans le cas où la peau est séchée, il faut la réhydrater (reverdir) avant de la traiter.
La peau est d'abord épilée. Elle peut être épilée manuellement (rasage), biochimiquement (bain dans des cuves où certains végétaux ont fermenté) ou chimiquement (bain d'une dilution de chaux, de certaines cendres, de sulfure de sodium, etc.). Un pourrissement superficiel (contrôlé en principe) de la peau peut avoir le même effet.
Toutes ces méthodes semblent avoir été connues en Europe depuis au moins la fin de l'Empire romain. Après l'épilation, les peaux sont très soigneusement nettoyées à l'eau courante, puis traitées pour détruire les fibres élastiques qu'elles contenaient. Ce traitement, nommé confitage, est obtenu par macération dans différentes solutions nommées confit. Les confits peuvent être des macérations d'excréments (en particulier le guano), ou des fermentations végétales (son, graines, germes). Après le confitage, les peaux sont, de nouveau, très soigneusement nettoyées à l'eau courante, avant d'être tannées. Les tannages connus à l'époque sont :
1. Le chamoisage, ou tannage aux graisses. La peau est longuement « bouillie » dans des graisses végétales ou animales. Les chamois ne craignent pas l'eau, mais ils ne sont pas étanches. Leur solidité est correcte ;
2. Le fumage ou tannage à la fumée. Les fumées de bois contiennent des aldéhydes et des phénols. Ces produits peuvent se lier de façon permanente avec les collagènes des peaux et les rendre imputrescibles. Ce traitement est très rapide (quelques heures au plus). Le cuir est souple, étanche mais relativement fragile ;
3. La mégisserie, ou tannage à l'alun. Les peaux sont mises à tremper dans des bains d'alun (sulfate d'aluminium mêlé à du sulfate de potassium) et de sel de mer. Cette méthode très facile ne demande pas de « coup de main » très poussé. Le cuir obtenu est très beau, et solide. Toutefois, les sels d'aluminium assurant le tannage sont solubles. En présence d'eau ou d'humidité, le cuir redevient de la peau (putrescible) ;
4. Le tannage, ou tannage végétal. De nombreux végétaux produisent des tans. Ce sont des substances toxiques, permettant aux végétaux de lutter contre les insectes et les paisseurs. Le tannage se fait par macération des peaux dans des bains successifs dans des solutions de tanins de plus en plus fortes. Ce cuir est particulièrement solide, mais il se racornit au contact de l'eau, il n'est pas étanche et ce tannage est le plus long de la liste.

Dans l'Europe occidentale du Moyen Âge, le tannage est très généralement végétal. Le chamoisage semble avoir été très rare, le mégissage est réservé à des articles de luxe, soigneusement tenus hors d'eau. Le fumage n'est pas attesté en tant que tel, mais par une série d'interdictions répétées (des jurandes des métiers du cuir interdisant son usage). Les répétitions même de cette interdiction prouvent son usage. Il semble que les cuirs fumés n'étaient pas simplement fumés, mais fumés puis tannés au tan. Les cuirs tannés au tan craignant l'eau, ils étaient généralement graissés, huilés ou cirés pour les protéger. En conclusion, on peut dire que les cuirs utilisés pour les vêtements étaient des cuirs tannés au tan et graissés. Ces cuirs étaient très solides, et résistaient bien à l'humidité s'ils étaient correctement entretenus. Une variante consistait en des cuirs fumés et tannés au tan. Un peu moins solides, ils résistaient mieux à l'eau et étaient moins chers (temps de tannage plus court). Par contre, ils étaient théoriquement « illégaux ».

#### Lalaine/ Les soies (longs poils raides)
Le pelage des animaux se décompose en 3 types de poils.
1. Les soies : gros poils peu écailleux protégeant les animaux des coupures et perforations. Les soies empêchent aussi des corps étrangers solides (branchage, cailloux/poussières) de pénétrer trop en avant dans le pelage. De grandes soies existent chez certains animaux (crinières, queue).
2. La laine : poils de taille moyenne, très écailleux. La laine établit un volant thermique autour des animaux et les aide à garder leur température.
3. La bourre : poils très fin, peu écailleux. La bourre se situe sous la laine. Cette couche d'isolation finale tient les animaux à l'abri des intempéries (chaud, froid, humidité). Certains animaux ont une bourre hypertrophiée : ils sont dits angora.

Les soies, la laine et la bourre peuvent être filées ou feutrées. La laine est toutefois infiniment plus facile à filer. La bourre permet de réaliser des tissus très fins et très doux. Les moutons (principale source de laine en Europe depuis l'Antiquité) ont été sélectionnés pour avoir le maximum de laine au détriment de la quantité de soie et de bourre fournie. Dès le XIIIe siècle, des mutations de moutons tendant vers le blanc, ayant une pousse de laine permanente (pas de mue) et très peu de soie et de bourre existent. Ces moutons ont peu à peu supplanté les moutons traditionnels, dont la laine beige/marron est arrachée lors de la mue (les poils partaient par poignées complètes, il faut donc les arracher lorsqu'ils sont suffisamment près de tomber, et avant que trop ne se soient perdus en tombant naturellement). Les soies peuvent servir de gambois (bourre) pour les gambissons.
Etrangement, il semble que le feutre n'ait pas été utilisé pour les défenses textiles[réf. nécessaire]. Pourtant son efficacité dans ce domaine est déjà exploitée par les nomades des steppes euro-asiatiques de l'époque. Dans « Du costume militaire au Moyen Âge et pendant la Renaissance », François Buttin mentionnerait de la « brigandine bien affeutré pour estre plus doux » [sic]. Malheureusement, il est difficile de retrouver les références, cet ouvrage étant aussi rare que célèbre.

#### Soie(d'insecte)
Fil protéinique excrété par différents insectes pour construire des protections (cocon, nid) ou des pièges (toiles d'araignée, réseaux de fils indiquant quand un autre insecte est dans un périmètre de chasse, etc.). Le papillon « Bombix du murier » est élevé depuis au moins le Ve siècle av. J.-C. pour produire une soie facile à bobiner et à tisser. L'élevage des vers à soie (chenille du Bombix) existerait en Europe occidentale depuis au moins le XIIIe siècle. Cependant, les tissus de soie sont très rares en Europe jusqu'à la fin du XVe siècle, début XVIe siècle. Avant ces périodes, la soie est principalement importée de Chine, par la Route de la soie. Les tissus sont déjà, et sont toujours, réputés pour leur solidité, leur finesse (finesse du fil) et leur capacité à isoler des éléments (vent, eau, chaud ou froid).

### Matières végétales
Quels que soient les végétaux employés, la réalisation de textile à base de végétal suit plus ou moins le même processus dans l'Europe du Moyen Âge. Après la récolte, les tiges sont mises à pourrir à l'air libre ou dans l'eau. Cela permet d'éliminer la plus grande partie des cellules molles (autour des fibres), et de ne conserver que les fibres. Cette partie demande un certain savoir-faire. Si la décomposition n'est pas suffisante, les fibres ne se détachent pas bien et se brisent dans les étapes suivantes. Si la décomposition est trop avancée, les fibres sont attaquées.
Puis les tiges sont soigneusement rincées à l'eau courante et battues plus ou moins vigoureusement suivant les plantes. Cette opération finit de séparer les fibres des cellules molles.
Les tiges sont, de nouveau, rincées, et l'on obtient des fibres qui sont ensuite cardées, triées suivant leur qualité et leur taille. Enfin, elles sont filées puis tissées.
En général, les fibres les plus courtes et celles de moindre qualité servent à réaliser les bourres.

#### Chanvre
Le chanvre est une plante commune cultivée un peu partout en Europe. Elle pousse particulièrement bien dans des terres pauvres et humides qui ne permettent que difficilement la culture d'autres plantes textiles. Elle s'accommode très bien d'un climat froid.
Si de nos jours le chanvre sert surtout pour de la ficelle, des cordages et des tissus grossiers, on en réalisait des tissus de toutes les qualités jusqu'à une date récente. Il donne généralement un tissu moins fin que le lin. Des chanvrières produisant des tissus seraient attestées dès le XIe siècle en France.
Ses principales caractéristiques sont son faible poids, sa résistance à l'usure, sa faible porosité, son imputrescibilité, et un faible coût de culture/fabrication.

#### Lin
La culture du lin est la culture textile typique du Moyen Âge européen. Elle ne demande pas une terre riche, mais est cependant plus exigeante que la culture du chanvre. Le Moyen Âge a créé une grande diversité de tissus de lin, depuis des voiles d'une finesse comparable aux voiles de soie, jusqu'à de grossiers tissus pour les vêtements de travail.
Les fibres du lin, plus grandes que celle du chanvre, sont facilement filées. Les tissus de lin sont solides, très résistants à l'usure et peu poreux.

#### Coton
Cultivé dans le sud de l'Europe depuis de début du Xe siècle, le coton demande une terre plus riche que le lin et surtout un grand ensoleillement, ainsi que beaucoup d'eau. Cependant, de grandes quantités de coton brut ou tissé semblent avoir été importées du Proche-Orient ou d'Égypte. Les tissus de coton sont souples et doux. Ils sont par ce fait agréables à porter. Cependant, ils sont beaucoup moins solides que les tissus de lin ou de chanvre. En outre, le coton est très poreux. Il se gorge donc d'eau et peut rendre extrêmement inconfortable le port de tissus de coton dans un climat humide.

#### Ortie
L'ortie européenne est une plante d'une culture plus que facile. Le problème est plus de l'éradiquer que de la faire pousser. Une fois implantée dans un champ, il n'est pas nécessaire de la ressemer tous les ans et elle ne demande aucun soin. Il est même possible de récolter les orties sauvages.
Les tissus d'orties sont extrêmement résistants. Tissés suffisamment fin, ils protègent très bien des intempéries (froid, chaud, pluie).
Ces fibres sont courtes et relativement difficiles à filer, et elles sont très difficiles à extraire de la tige. Cette difficulté technique est cause de son abandon actuel, au profit des « orties » chinoises (famille de la ramie).
Les tissus d'orties étaient des tissus de grand luxe, ou au contraire le tissu des plus pauvres (fait maison avec des orties sauvages).

#### Autres
D'autres textiles, comme ceux à base de genêt, ont aussi été plus ou moins utilisés. Le feutre, à base de fibres végétales, semble avoir été utilisé.

### Fermetures
Les boutons semblent avoir été courants. Il semble que deux types de boutons aient existé à l'époque.
Le premier type est constitué d'un noyau (boule de bourre, pièce de bois etc) enveloppé dans un tissu et cousu au vêtement. De tels boutons sont d'apparence plus ou moins sphériques ou en olive.
Le deuxième type est un noyau solide affectant la forme d'un disque ou d'un ovale, auquel est fixé un anneau (bouton à queue).
À l'origine (XIIe siècle), il semble que les boutons aient été cousus au bord des tissus à refermer, et se soient boutonnés sur des brides cousues sur l'autre bord du tissu[réf. nécessaire]. À l'époque concernée, les boutons sont déjà cousus plus en retrait du bord, et les boutonnières semblent avoir été plus courantes que les brides. Les boutons à queue sont métalliques. Ils peuvent être en plomb, étain, bronze, argent or, etc. Certains sont de véritables bijoux, avec incrustation de pierres fines, émaillage, etc. Il est cependant possible de douter de la solidité des modèles les moins chers (en plomb) ou les plus chers (en or). Le plomb et l'or sont les métaux les plus ductiles.
Des fermetures à l'aide de boucle à ardillon (comparable aux boucles de ceinture actuelles) sont aussi utilisées.
Les fibules sont tombées en désuétude à l'époque. Le plus proche équivalent encore utilisé, le fermail, ne semble pas avoir été utilisé sur de tels vêtements.
Les manches fendues semblent avoir été exclusivement fermées par des boutons, alors que l'attache des manches amovibles semble avoir été majoritairement des lacets (les manches « civiles » totalement amovibles nouées par des lacets, n'apparaissant au plus tôt qu'en Italie fin XVe siècle, et les manches « militaires » sont encore peu étudiées), et plus rarement des boucles à ardillon.